# Brévillers, Somme
Brévillers är en kommun i departementet Somme i regionen Hauts-de-France i norra Frankrike. Kommunen ligger i kantonen Doullens som tillhör arrondissementet Amiens. År 2022 hade Brévillers 116 invånare.

## Befolkningsutveckling
Antalet invånare i kommunen Brévillers
| Referens: INSEE |